# Двангва
Двангва е река в Малави с дължина от около 160 км и се влива в езерото Няса.
Реката води началото си от националния парк Касунгу. Протича в посока североизток и се влива в езерото Няса.
Река Двангва се използва за риболов, интересен факт е, че в реката се срещат скариди , използва се също и за напояване и производство на водноелектрическа енергия.